# Севир (озеро)
Севи́р (англ. Sevier Lake) — бессточное озеро в округе Миллард на западе центральной части штата Юта, США. Площадь зеркала составляет около 487 км². Также как и более крупные соседи: Большое Солёное озеро и озеро Юта, Севир является остаточным водоёмом от существовавшего в плейстоцене более крупного озера Бонневилл. Расположено в засушливом районе, известном как пустыня Севир. Основными притоками озера являются реки Бэвер и Севир.
Первые письменные описания озера относятся к 1872 года; отмечается, что озеро имеет площадь 490 км², солёность около 8,6 % и максимальную глубину около 4,6 м. В январе 1880 года озеро почти полностью пересохло и находилось в таком состоянии на протяжении 1 или 2 лет. В 1987 году озеро имело параметры примерно сходные с показателями 1872 года.
Название озера происходит от названия впадающей в него реки, произошедшего в свою очередь от имени «Rio Severo» (дикая река), данного ей ранними испанскими исследователями и первопроходцами.